# Klaus-Peter Haupt
Klaus-Peter „KP“ Haupt (* 23. September 1953 in Kassel; † 8. Mai 2023 ebenda) war ein deutscher Gymnasiallehrer für Astronomie, Physik, Mathematik und Philosophie an der Albert-Schweitzer-Schule in Kassel. Haupt engagierte sich für naturwissenschaftliche Themen und war unter anderem Vorsitzender des Astronomischen Arbeitskreises Kassel. Für sein Engagement als Gründer und Leiter des PhysikClubs erhielt er 2007 den Klaus-von-Klitzing-Preis und 2008 den Georg-Kerschensteiner-Preis.

## Leben
Klaus-Peter Haupt interessierte sich im Alter von 10 Jahren bereits für Astronomie. Er besuchte ab 1964 die Albert-Schweitzer-Schule und legte dort im Sommer 1972 das Abitur ab. Anschließend studierte er an der Georg-August-Universität Göttingen Physik, Astrophysik und Mathematik auf Diplom und Lehramt, welches er 1978 mit der Diplomprüfung und im Mai 1979 mit dem Staatsexamen Physik/Mathematik für das Lehramt an Gymnasien beendete. Sein Referendariat absolvierte er von 1979 bis 1981 an der Heinrich-Schütz-Schule in Kassel, das er mit dem 2. Staatsexamen abschloss.
Nach einer kurzzeitigen Tätigkeit an der Edertalschule Frankenberg von August 1981 bis Januar 1982 war Haupt bis zu seiner Pensionierung im Jahr 2021 an der Albert-Schweitzer-Schule Lehrer für Astronomie, Physik, Mathematik und Philosophie. 1998 wurde er zum Oberstudienrat zur Förderung von naturwissenschaftlichem Unterricht befördert und schließlich 2003 zum Studiendirektor am Studienseminar für Gymnasien in Kassel. In dieser Funktion war er bis 2017 in der Lehrerausbildung für Physik und allgemeine Pädagogik tätig.
Klaus-Peter Haupt starb im Mai 2023.

## Arbeitsschwerpunkte
Haupts Methodik des Forschenden Lernens führte zu besseren Leistungen bei seinen Schülern. So solle sich der Lehrer zurückhalten, weniger erklären und mehr beraten sowie die Schüler Wissen selbst konstruieren lassen.
1972 gründete Haupt mit 23 anderen Amateuren 1972 den Astronomischen Arbeitskreis Kassel, den er bis zuletzt leitete. Unter seiner Leitung wurde 1977 die Sternwarte Calden errichtet und bis 2010 öffentlich betrieben. 2012 erfolgte der Umzug auf das Dach des Schülerforschungszentrums Nordhessen und die Wiedereröffnung als Sternwarte Kassel. Von 1991 bis 2010 war Haupt Mitarbeiter im Planetarium des Astronomisch-Physikalischen Kabinetts. Neben Vorführungen war er in der Programmentwicklung und der Ausbildung von Vorführern tätig.
2002 gründete Haupt den PhysikClub für besonders begabte Schüler, an dem wissenschaftliche Forschung betrieben wurde. 2007 wurde in Kooperation mit der Universität Kassel der Club zum Schülerforschungszentrum Nordhessen weiterentwickelt, welches Haupt bis zum Juli 2021 leitete. Das Schülerforschungszentrum gilt als eines der ältesten seiner Art in Deutschland. Im Rahmen dieser Tätigkeit betreute er über 120 Jugend-forscht-Arbeiten, von denen einige siegreich waren; sowie zum Patent angemeldet wurden.
Haupt ist am 15. und 16. November 2016 im Rahmen des „SOFIA German Ambassador Program“ mit dem SOFIA mitgeflogen. Seine Erlebnisse verarbeitete er in der 2017 veröffentlichten Dokumentation SOFIA – Das fliegende IR-Teleskop. 2021 ernannte ihn Jugend forscht zum Botschafter für Hessen.
Nach seiner Pensionierung gründete Haupt mit dem ehemaligen Schüler Lukasz Gadowski das Schülerforschungsnetzwerk Deutschland (SFN-D), welches das FutureSpace in der Kasseler Wilhelmsstraße betreibt. Haupt war bis zuletzt Geschäftsführer.
Haupt produzierte einige Dokumentarfilme für den Offenen Kanal Kassel und veröffentlichte zahlreiche Artikel für die Zeitschrift Korona des Astronomischen Arbeitskreis Kassel.

## Schriften (Auswahl)
- mit Peter Fuchs, Hans-Hermann Loose: Astronomie: Praktikum mit 15 Versuchsaufgaben. Band 4. Ernst Klett Verlag, Stuttgart 1981, ISBN 3-12-983940-2.
- mit Klaus Moegling, Jürgen Bangert: Gymnasium konkret. Selbstständiges Lernen über die Grenzen der Fächer hinweg. Verlag Julius Klinkhardt, Bad Heilbrunn 2000, ISBN 3-7815-1128-6 (Videofilm).
- Physik als Event: der PhysikClub in Kassel. In: Spektrum der Wissenschaft. Nr. 12, 2005, S. 87–89 (spektrum.de [PDF]).
- Kompetenzförderung im naturwissenschaftlichen Arbeiten bei Projektarbeit und forschendem Lernen. In: Katja Faulstich-Christ, Rainer Lersch, Klaus Moegling (Hrsg.): Kompetenzorientierung in Theorie, Forschung und Praxis: Sekundarstufen I und II (= prolog – Theorie und Praxis der Schulpädagogik. Band 9). Verlag Barbara Budrich, Leverkusen 2010, ISBN 978-3-934575-51-6, S. 97–104, doi:10.2307/j.ctvdf0dmc.8.
- Erworbenes Wissen zeigt unmittelbar seine Nützlichkeit. In: Klaus Moegling, Catrin Siedenbiedel (Hrsg.): „Ich würde die Hausaufgaben abschaffen ebenso wie das Sitzenbleiben.“ 19 Interviews zu zentralen Fragen der Schulpädagogik (= prolog – Theorie und Praxis der Schulpädagogik. Band 39). Verlag Barbara Budrich, Leverkusen-Opladen 2017, ISBN 978-3-934575-92-9, S. 143–151, doi:10.2307/j.ctvss3z91.18 (E-Mail-Interview mit Klaus-Peter Haupt).

## Auszeichnungen und Ehrungen
- 2003: Ehrenbrief des Landes Hessen[22]
- 2007: „Lehrer des Jahres für naturwissenschaftliche Fächer“: Klaus-von-Klitzing-Preis der Universität Oldenburg[22][10]
- 2007: Lehrerpreis der Helmholtz-Gemeinschaft Deutscher Forschungszentren[23]
- 2008: Georg-Kerschensteiner-Preis, Lehrerpreis der Deutschen Physikalischen Gesellschaft[24]
- 2011: Goldene Ehrennadel der Stadt Kassel[25]
- 2014: Johannes-Kepler-Preis zur Förderung des Astronomieunterrichts[26]
- 2015: Einladung zum Neujahrsempfang des Bundespräsidenten[27]